# 게이큐 신코야스역
게이큐 신코야스역(일본어: 京急新子安駅、けいきゅうしんこやすえき, 영어: Keikyū Shinkoyasu Station)은 일본 가나가와현 요코하마시 가나가와구에 위치한 철도역이다.

## 역 구조
상대식 승강장 2면 2선의 지상역. 승강장은 교상역사이다.
상행 승강장의 나마무기 역 방면으로 폭이 좁아지고 있다. 그러나 당역의 통과열차는 최고속도를 내는 것이 많기 때문에, 통과 시에는 매우 위험하다.
| 1 | ■ 본선 | 요코하마·즈시·하야마·우라가·미사키구치 방면                                                   |
| 2 | ■ 본선 | 게이큐 가와사키·게이큐 가마타·하네다 공항·시나가와·센가쿠지 방면 도영 지하철 아사쿠사 선 방면 |

## 역세권 정보
- 신코야스역(동일본 여객철도 게이힌 도호쿠선)
- 요코하마 신코야스 우체국
- 요코하마 이리노에 우체국
- 쇼와 전공 주식회사
- 게이힌 급행버스 신코야스 영업소
- 국도 제15호선

## 역사
- 1910년 3월 27일: 신코야스역으로 영업 개시.
- 1943년 11월 1일: 일본국유철도의 신코야스 역이 개업했기 때문에, 앞에 "게이힌"을 붙여 게이힌 신코야스 역으로 개명.
- 1979년 2월 26일: 교상역이 됨.
- 1987년 6월 1일: 게이큐 신코야스 역으로 개명.

## 화랑

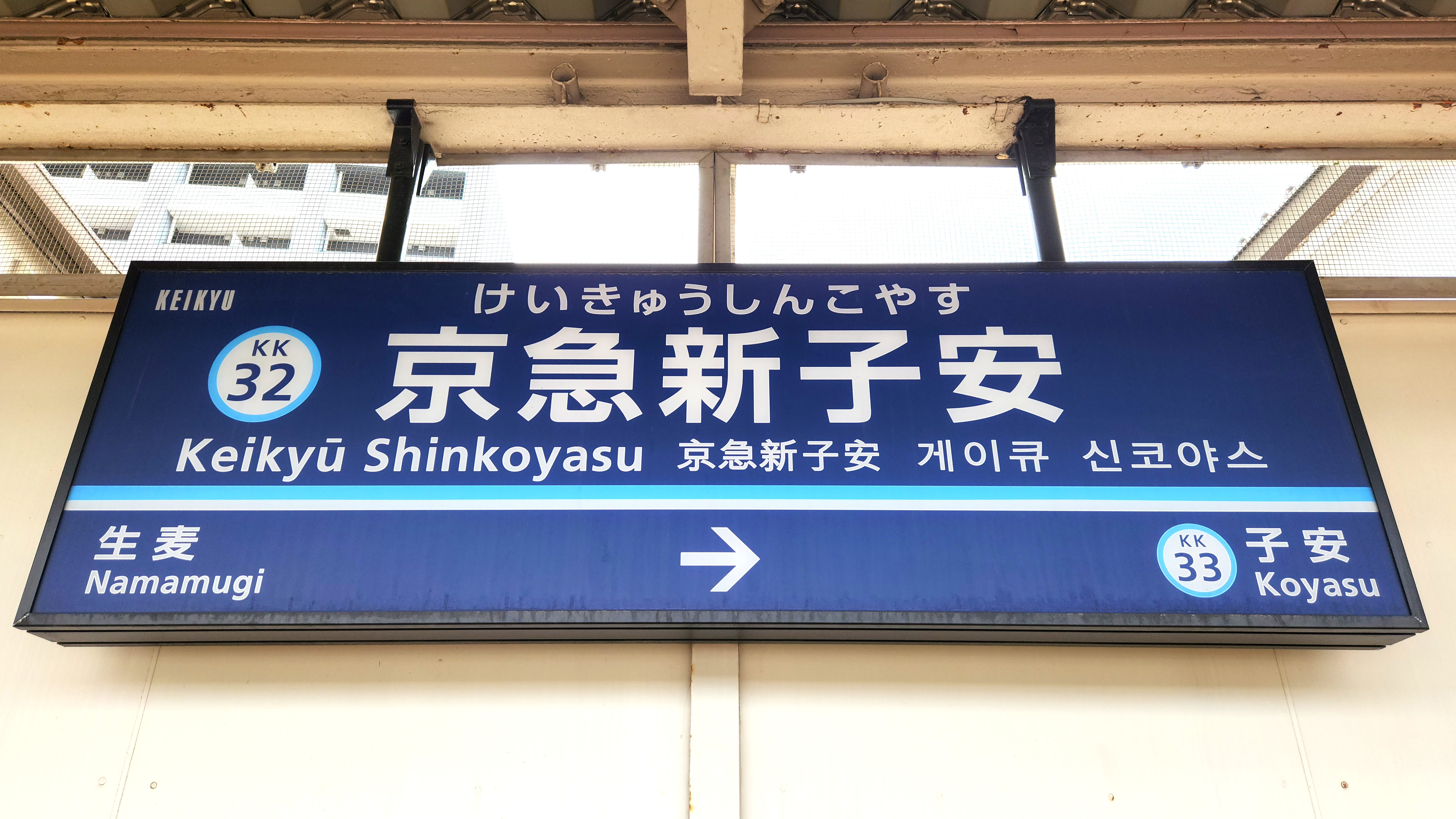
역명판(2023년 7월)

## 인접역
| 게이힌 급행 전철 ■ 본선     | 게이힌 급행 전철 ■ 본선 | 게이힌 급행 전철 ■ 본선 |
| --------------------------- | ----------------------- | ----------------------- |
| KK31 나마무기 시나가와 방면 | ■ 보통                  | 고야스 KK33 우라가 방면 |